# Villarcayo de Merindad de Castilla la Vieja
Villarcayo de Merindad de Castilla la Vieja est une commune d'Espagne dans la communauté autonome de Castille-et-León, province de Burgos. Elle s'étend sur 159,68 km2 et comptait environ 4 859 habitants en 2011.